# Ismar Schorsch
Ismar Schorsch (* 3. November 1935 in Hannover) war der sechste Kanzler des Jewish Theological Seminary (JTS) in New York, Präsident des Leo Baeck Instituts und der Rabbi-Herman Abramovitz-Professor für Jüdische Geschichte.

## Leben
Ismar Schorsch ist Sohn des Rabbiners Emil Schorsch und der Fanny Rothschild. Während der Novemberpogrome 1938 verhaftete man seinen Vater, der nach der Freilassung aus dem KZ Buchenwald mit seiner Familie in das Vereinigte Königreich floh und 1940 in die USA auswanderte.
1957 absolvierte Schorsch das Ursinus College in Collegeville, Montgomery County, ein Liberal Arts College.
1962 wurde Schorsch am JTS ordiniert. Seinen Magister machte er am JTS und 1961 an der Columbia University; dort wurde er 1971 mit einer Studie über jüdische Reaktionen auf den deutschen Antisemitismus im Kaiserreich promoviert. Seine Promotionsschrift wurde mit dem Ansley Award der Columbia University ausgezeichnet. In seinem Buch Sacred Cluster. The Core Values of Conservative Judaism erläuterte Schorsch die Grundlagen des konservativen Judentums.
Von 1986 bis 2006 war Ismael Schorsch Kanzler der JTS; nach dem Ausscheiden aus dem Berufsleben wurde Arnold Eisen sein Nachfolger.
Ismar und seine Ehefrau Sally Schorsch haben drei erwachsene Kinder und elf Enkel.

## Ehrungen
- Im Februar 2018 wurde Ismar Schorsch mit dem Moses Mendelssohn-Preis der Stadt Dessau-Roßlau ausgezeichnet.
- 2019 erhielt Ismar Schorsch das Bundesverdienstkreuz.[2]

## Schriften
- Jewish Reactions to German Antisemitism, 1870–1914 (= Columbia University Studies in Jewish History, Culture, and Institutions, Bd. 3). Columbia University Press, Philadelphia 1972, ISBN 0-231-03643-4.
- From Text to Context. The Turn to History in Modern Judaism (= The Tauber Institute for the Study of European Jewry Series, Bd. 19). Brandeis University Press, Hanover 1994, ISBN 0-87451-664-1.
- Sacred Cluster. The Core Values of Conservative Judaism. The Department of Communications of the Jewish Theological Seminary of America, New York 1995.
- Leopold Zunz: Creativity in Adversity. University of Philadelphia Press, Philadelphia 2016, ISBN 978-0-8122-4853-1.
- Drei Vorträge zur Wissenschaft des Judentums (Leopold Zunz – Abraham Geiger – Moritz Steinschneider) (= Wolfenbütteler Vortragsmanuskripte. Herausgegeben von der Lessing-Akademie, Bd. 24). Wolfenbüttel 2018, ISBN 978-3-942675-28-4.
- „Better a Scholar than a Prophet“. Studies on the Creation of Jewish Studies (= Schriftenreihe wissenschaftlicher Abhandlungen des Leo Baeck Instituts, Bd. 81). Mohr Siebeck, Tübingen 2021, ISBN 978-3-16-159297-3.